# Павлюковка (Харьковская область)
Павлюковка (укр. Павлюківка), село, 
Качаловский сельский совет,
Краснокутский район,
Харьковская область.
Код КОАТУУ — 6323581707. Население по переписи 2001 года составляет 42 (21/21 м/ж) человека.

## Географическое положение
Село Павлюковка находится на левом берегу реки Мерла,
выше по течению на расстоянии в 1 км расположено село Петровское,
ниже по течению примыкает село Карайкозовка,
на противоположном берегу расположен пгт Краснокутск.
По селу протекает ручей, выше по течению которого к селу примыкает село Качаловка.
К селу примыкают большие лесные массивы (сосна).

## История
- 1885 — дата основания.